# Feeney Col
Der Feeney Col ist ein 970 m hoch gelegener Gebirgspass im westantarktischen Marie-Byrd-Land. Im Königin-Maud-Gebirge bietet er auf der Nordostseite des Feeney Peak einen steilen Auf- und Abstieg durch die Medina Peaks.
Der United States Geological Survey kartierte ihn anhand eigener Vermessungen und Luftaufnahmen der United States Navy aus den Jahren zwischen 1960 und 1964. Wissenschaftler einer von 1969 bis 1970 dauernden Kampagne im Rahmen der New Zealand Geological Survey Antarctic Expedition nutzten ihn als Route und benannten ihn in Anlehnung an die Benennung des Feeney Peak. Dessen Namensgeber ist der US-Amerikaner Robert Earl Feeney (1913–2006), Biologe auf der McMurdo-Station in mehreren Sommerkampagnen zwischen 1964 und 1969.